# Magnus Carlsson

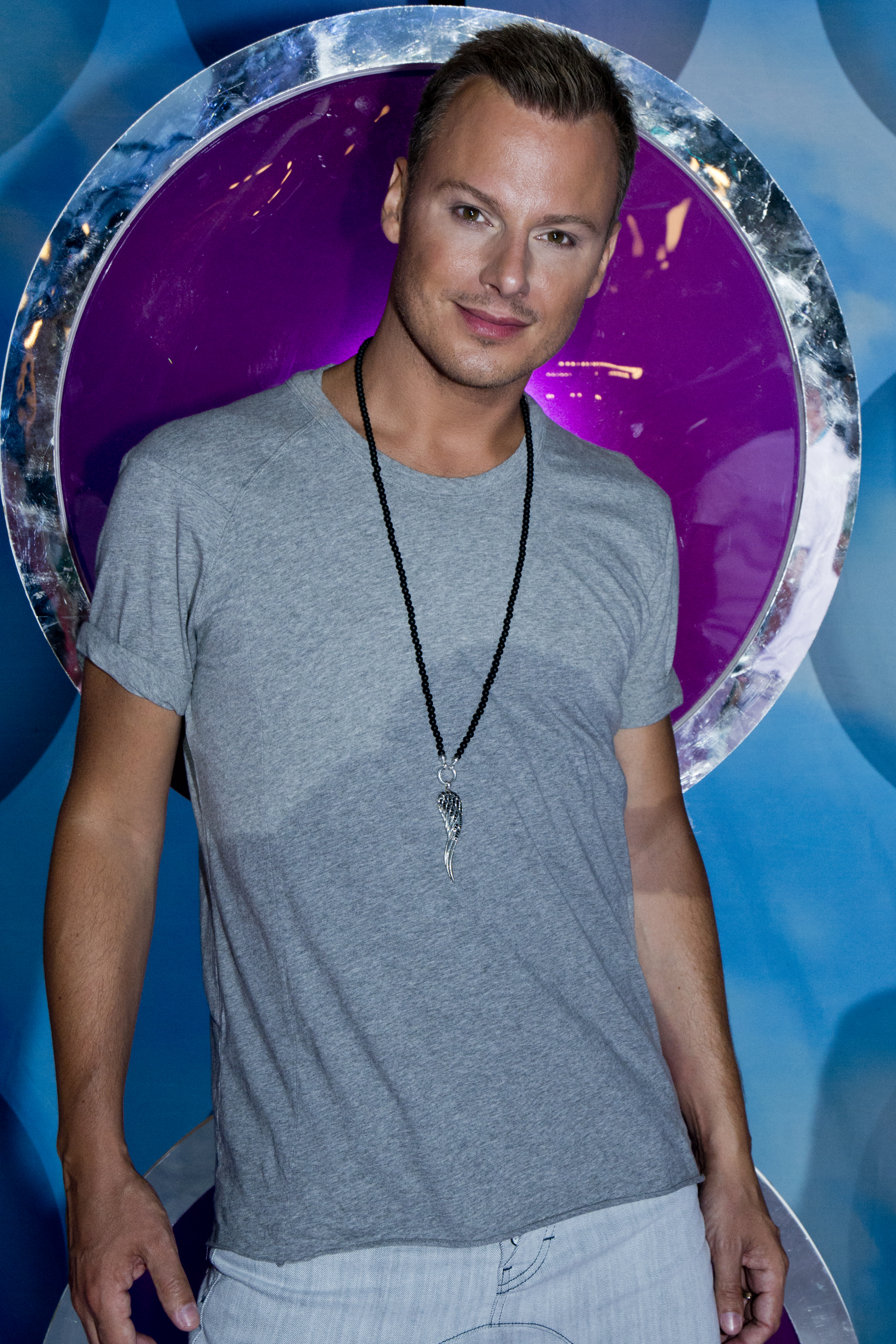
Magnus Carlsson (2013)

Magnus Carlsson (* 24. Juni 1974 in Borås) ist ein schwedischer Dansband- und Pop-Sänger.

## Biographie
Magnus Carlsson wuchs mit zwei Brüdern in Fristad, außerhalb von Borås, auf. Er studierte sechs Jahre Musik, davon vier Jahre an der Musikhochschule der Universität in Göteborg. Bekannt wurde er als Sänger der schwedischen Dansband Barbados, der er von 1991 bis 2002 angehörte. Am 13. Dezember 2002 wurde er Mitglied der Popgruppe Alcazar. Den europaweiten Durchbruch schaffte die Gruppe 2002 mit der Hitsingle Crying at the Discotheque. Carlsson lebt offen schwul und unterhielt zeitweise eine Beziehung zu Andreas Lundstedt. Carlsson lebt mit seinem Gatten Mats in Stockholm.

## Eurovision Song Contest
Carlsson nahm in den Jahren 2000–2003, 2005–2007 und 2015 am Melodifestivalen, der schwedischen Vorauswahl zum Eurovision Song Contest teil. Die ersten dreimal nahm er mit der Band Barbados teil. 2003 und 2005 nahm er als Mitglied von Alcazar teil und belegte dabei mit Not a sinner, not a saint (2003) und Alcastar (2005) jeweils den dritten Platz. Am 25. Februar 2006 trat er als Solokünstler mit dem Song Lev livet! an, der von Anders Glenmark und Niklas Strömstedt geschrieben wurde und die Nummer 1 in den schwedischen Verkaufscharts erreichte. 2007 trat er mit dem von Danne Atlerud, Thomas Törnholm und Michael Claus geschriebenen Titel Live Forever am 17. Februar in der dritten Vorrunde des Melodifestivalen an, konnte jedoch das Finale nicht erreichen. 2015 bewarb sich der Sänger erneut mit dem von Thomas G:son geschriebenen Lied Möt mig i Gamla stan und erreichte den neunten Platz im Finale.

## Diskografie (Solo)

### Alben
| Jahr | Titel                     | Höchstplatzierung, Gesamtwochen, AuszeichnungChartsChartplatzierungen (Jahr, Titel, Platzierungen, Wochen, Auszeichnungen, Anmerkungen) | Anmerkungen                             |
| Jahr | Titel                     | SE | Anmerkungen                             |
| ---- | ------------------------- | --- | --------------------------------------- |
| 2001 | Allt är bara du, du, du   | SE15 (6 Wo.)SE |                                         |
| 2001 | En ny jul                 | SE17 Gold · (4 Wo.)SE | nicht in Deutschland veröffentlicht     |
| 2003 | Ett kungarike för en kram | SE4 (10 Wo.)SE | nicht in Deutschland veröffentlicht     |
| 2006 | Magnus Carlsson           | SE3 (6 Wo.)SE | Erstveröffentlichung: 26. April 2006    |
| 2006 | Spår i snön               | SE9 Gold · (5 Wo.)SE | Erstveröffentlichung: 22. November 2006 |
| 2007 | Live Forever – The Album  | SE8 (11 Wo.)SE | Erstveröffentlichung: 4. Juli 2007      |
| 2008 | Re:collection 93-08       | SE7 (14 Wo.)SE |                                         |
| 2009 | Christmas                 | SE14 (4 Wo.)SE |                                         |
| 2010 | Pop Galaxy                | SE11 (7 Wo.)SE | Erstveröffentlichung: 1. Oktober 2010   |
| 2014 | Happy Holidays            | SE10 (4 Wo.)SE |                                         |
| 2015 | Gamla stan                | SE7 (4 Wo.)SE | Erstveröffentlichung: 18. März 2015     |

### Singles
| Jahr | Titel Album                                  | Höchstplatzierung, Gesamtwochen, AuszeichnungChartsChartplatzierungen (Jahr, Titel, Album, Platzierungen, Wochen, Auszeichnungen, Anmerkungen) | Anmerkungen                            |
| Jahr | Titel Album                                  | SE | Anmerkungen                            |
| ---- | -------------------------------------------- | --- | -------------------------------------- |
| 2006 | Lev livet! Magnus Carlsson                   | SE1 (13 Wo.)SE | Erstveröffentlichung: 13. März 2006    |
| 2006 | Mellan vitt och svart Magnus Carlsson        | SE2 (4 Wo.)SE | Erstveröffentlichung: 3. Mai 2006      |
| 2006 | Wrap Myself in Paper Spår i snön             | SE2 (4 Wo.)SE |                                        |
| 2007 | Live Forever Live Forever – The Album        | SE3 Gold · (19 Wo.)SE | Erstveröffentlichung: 19. Februar 2007 |
| 2007 | Waves of Love Live Forever – The Album       | SE18 (3 Wo.)SE | Erstveröffentlichung: 13. August 2007  |
| 2008 | Crazy Summer Nights Live Forever – The Album | SE4 (6 Wo.)SE |                                        |
| 2009 | This Is Disco Pop Galaxy                     | SE3 (6 Wo.)SE | Erstveröffentlichung: 30. Juni 2009    |
| 2010 | Feel You Pop Galaxy                          | SE10 (8 Wo.)SE |                                        |
| 2010 | A Little Respect Pop Galaxy                  | SE12 (2 Wo.)SE |                                        |
| 2010 | Mitt livs gemål –                            | SE31 (6 Wo.)SE | mit Charlotte Perrelli                 |
| 2010 | The Best In Me Pop Galaxy                    | SE26 (1 Wo.)SE |                                        |
| 2015 | Möt mig i gamla stan Gamla stan              | SE34 Platin · (6 Wo.)SE |                                        |

Weitere Singles
- 2001: Mitt Vinterland
- 2002: Finns Det Mirakel